# لیسا اسکینر
لیسا اسکینر (به انگلیسی: Lisa Skinner) ژیمناست زادهٔ ۱۷ فوریهٔ ۱۹۸۱ میلادی اهل کشور استرالیا است.